# Love Crisis
Love Crisis è il primo album dei Black Uhuru, pubblicato nel 1977, con etichetta Greensleeves Records.

## Il disco
Questo disco è il primo album di Black Uhuru (anche se alcuni rari singoli sono apparsi prima) ed è prodotto dallo spesso trascurato Prince Jammy.
Nonostante il gruppo si fosse sciolto ben presto nei primi anni '70 il fondatore Derrick Simpson è stato in grado di 
convincere Michael Rose di unirsi al gruppo come cantante. Love Crisis ha una intensità lussureggiante rivaleggiava da pochi LP roots. Le tracce raggiungono le caratteristiche dub, pur rimanendo nei binari del reggae e la voce di Michael Rose  accompagna i più grandi classici di Black Uhuru come Satan Follow the Army Band e I Love King Selassie.
Sly & Robbie, Earl Lindo e una miriade di altri grandi (tra cui il cantante di Roots popolare Johnny Osbourne all'armonica) forniscono la base per questa versione classica.
Anche se non è mozzafiato come materiale degli anni '70, il talento grezzo e le abilità della band sono comunque evidenti.

### Riedizioni
L'album ha subito diverse riedizioni (tre più l'originale) nel 1981, 2006 e 2009 includendo tracce bonus oltre che alcuni brani dell'album in versione dub

## Tracce

### LP originale
Tutti i brani sono stati composti da Derrick Simpson, tranne dove indicato.
Lato A
1. Love Crisis
2. Time to Unite
3. Bad Girl
4. Eden
5. Willow Tree

Lato B
1. King Selasie
2. African Love
3. Natural Mystic (Bob Marley)
4. Army Band
5. Hard Ground

### Riedizione del 1981
Riedizione dell'album originale, pubblicato come Black Sounds of Freedom, con etichetta Greensleeves
1. I Love King Selassie
2. Satan Army Band
3. Time to Unite
4. Natural Mystic
5. Eden Out Deh
6. Love Crisis
7. African Love
8. Hard Ground
9. Willow Tree
10. Sorry for the Man

### Riedizione del 2006
Questa riedizione contiene le tracce originali (le prime 10), le tracce 11-12-13 sono versioni deejay di U-Black e le restanti sono le tracce presenti nell'album dell' '81 Black Sounds of Freedom
1. I Love King Selassie
2. Satan Army Band
3. Time To Unite
4. Natural Mystic
5. Eden Out Deh
6. Love Crisis
7. African Love
8. Hard Ground
9. Willow Tree
10. Sorry For The Man
11. King of all Time (U-Black)
12. Crocodile style (U-Black)
13. Love you girl (U-Black)
14. Crisis For Love
15. Satan Army Band
16. Tonight Is The Night To Unite
17. Eden Out Deh
18. Sorry For The Man
19. I Love King Selassie
20. Natural Mystic
21. Hard Ground
22. African Love
23. Willow Tree

### Riedizione del 2009
Nel settembre del 2009 è stata pubblicata un'ultima riedizione, sempre con etichetta Greensleeves, contenente, oltre alle 23 tracce dell'album precedente, i brani dub dell'album Love Dub
1. Crisis For Love
2. Satan Army Band
3. Tonight Is The Night To Unite
4. Eden Out Deh
5. Sorry For The Man
6. I Love King Selassie
7. Natural Mystic
8. Hard Ground
9. African Love
10. Willow Tree
11. I Love King Selassie
12. Satan Army Band
13. Time To Unite
14. Natural Mystic
15. Eden Out Deh
16. Love Crisis
17. African Love
18. Hard Ground
19. Willow Tree
20. Sorry For The Man
21. Eden Dub (Dub)
22. Mystic Mix (Dub)
23. His Imperial Majesty (Dub)
24. Weeping Willow (Dub)
25. Bad Girls Dub (Dub)
26. Tonight Is The Night (Dub)
27. Firehouse Special (Dub)
28. African Culture (Dub)
29. Crisis Dub (Dub)
30. Sound Man Style (Dub)
31. King Of All Time (U-Black)
32. Crocodile Style (U-Black)
33. Love You Girl (U-Black)

## Versioni Dub
La prima versione dub dell'album è stata pubblicata cinque anni dopo la pubblicazione di Love Crisis, nel 1982. Nonostante ciò, ci sono state fino a oggi ben 4 riedizioni, nel 1990, due nel 2001 e l'ultima nel maggio del 2006.
I brani sono stati racchiusi nelle riedizioni dell'album originale
Le tracce presenti (tutte versioni dub), in ordine spesso differente, sono le seguenti:
1. Eden Dub
2. Mystic Mix
3. His Imperial Majesty
4. Weepin Willow
5. Bad Girls Dub
6. Tonight Is The Night
7. Firehouse Special
8. African Culture
9. Crisis Dub
10. Sound Man Style

## Formazione
- Michael Rose - voce solista
- Derrick "Duckie" Simpson, Errol "Tarzan" Nelson - voci secondarie
- Earl "Chinna" Smith, Earl "Wire" Lindo, Eric "Bingy Bunny" Lamont, Bo-Peep Bowen - chitarre
- Johnny Osbourne - armonica
- Gladstone Anderson, Keith Sterling - tastiere
- Winston Wright - clavicembalo, clavinet, organo
- Carlton "Santa" Davis, Sly Dunbar - batteria
- Robbi Shakespeare - basso
- Scully [?] - percussioni